# Aircompany Tatarstan
La Aircompany Tatarstan (in russo: Открытое акционерное общество Авиакомпания Татарстан; in tataro: Ачык Акционерлык жэмгыяте Татарстан Авиакомпаниясе; in inglese: Openend Joint Stock Company OJSC Aircompany Tatarstan) conosciuta anche come Tatarstan Airlines era una compagnia aerea russa con base tecnica all'aeroporto di Kazan' nella regione del Volga, nella Russia europea.

## Storia
Il primo aereo SPAD S.VII era atterrato all'aeroporto di Kazan' nel 1917.
A Kazan' dagli anni trenta esisteva una filiale dell'Aviazione Civile dell'Unione Sovietica. Con l'arrivo degli aerei Polikarpov Po-2 era incominciata la vera storia della compagnia aerea. I Po-2 venivano utilizzati sia per il traffico merci sia per il trasporto passeggeri ed erano in uso alla Protezione Civile e agli enti del settore agricolo.
Negli anni cinquanta a Kazan' aveva sede la 168.ma divisione dell'Aeroflot con la flotta composta dagli aerei leggeri: Polikarpov Po-2, Yakovlev Yak-12, Antonov An-2, Letov L-410. Dalla seconda metà degli anni cinquanta a Kazan' sono arrivati anche i primi Lisunov Li-2 e Ilyushin Il-14.
Negli anni sessanta a Tatarstan sono atterrati i primi jet sovietici Tupolev Tu-124.
Negli anni settanta la flotta è stata modernizzata con i primi Yakovlev Yak-40 e Antonov An-24.
Negli anni ottanta la compagnia aerea russa ha sostituito la maggior parte della flotta con gli aerei di medio raggio Tupolev Tu-134, Yakovlev Yak-42, Tupolev Tu-154.
Negli anni novanta l'Aeroflot-Kazan' ha perso la maggior parte della flotta.
Nel 1999 in seguito alla crisi sono rimasti in servizio solo 6 aerei della compagnia aerea russa. Il Governo del Tatarstan ha creato la nuova Società per Azioni con una quota statale del 51%. Ci sono voluti altri 5 anni per modernizzare la flotta dell'Avia-Tatarstan.
La compagnia aerea attuale era rifondata dal Governo della Repubblica del Tatarstan sulla base della compagnia aerea Nižnekamsk Avia nel 1999.
Alla fine del 2006 la compagnia aerea è stata privatizzata al 75% dalla società Nur-Avia della holding privata Nur-1.
Nel 2009 l'Avia-Tatarstan ha trasportato 577,000 di passeggeri, il 35,97% in meno, rispetto al 2008 occupando il 20º posto tra le compagnie aeree russe ed il 14º posto nel mercato internazionale della Russia.
Dal 2009 la compagnia aerea di Tatarstan ha attivato la vendita degli biglietti sui voli di linea sul suo sito ufficiale.
Nel marzo 2012 la compagnia aerea è stata venduta alla russa Ak Bars Aero dal Governo del Tatarstan.
31 ottobre 2014 la compagnia aerea è stata dichiarata bancarotta sulla base della procedura iniziata prima dalla stessa compagnia aerea.

## Attività
La compagnia aerea l'Avia-Tatarstan svolgeva il servizio di trasporto aereo passeggeri in Russia con hub principale a Kazan', Repubblica Autonoma di Tatarstan, in Russia. La compagnia aerea di Kazan effettuava anche voli cargo.
La base ed il personale tecnico della compagnia aerea del Tatarstan effettuavano la riparazione dei propulsori degli aerei Tupolev, Antonov, Yakovlev: NK-8-2U, D-30KU-154, D-30 di II e II serie, AI-25, AI-26.
La compagnia aerea Avia-Tatarstan programmava di sostituire il 70% della flotta degli aerei. Entro il 2016 l'Avia-Tatarstan prevedeva di acquistare nuovi aerei: Tupolev Tu-214, Tupolev Tu-334, Tupolev Tu-330, Bombardier CRJ 900.

## Composizione societaria
- Tataero Spa (Kazan')[3]
- Bulgarian Aviation Group (Sofia)[4]
- Holding ChimImport Spa (Sofia).[5]

## Flotta storica
Corto raggio
- Cessna 208B Grand Caravan
- Antonov An-2
- Antonov An-24RV
- Antonov An-26
- Ilyushin Il-14
- Let L 410 Turbolet
- Lisunov Li-2
- Polikarpov Po-2
- Tupolev Tu-124
- Tupolev Tu-134
- Yakovlev Yak-42
- Unkers-13
- Yakovlev Yak-12
- Yakovlev Yak-40

Medio raggio
- Airbus A319-112[6]
- Boeing 737-300 * Boeing 737-400

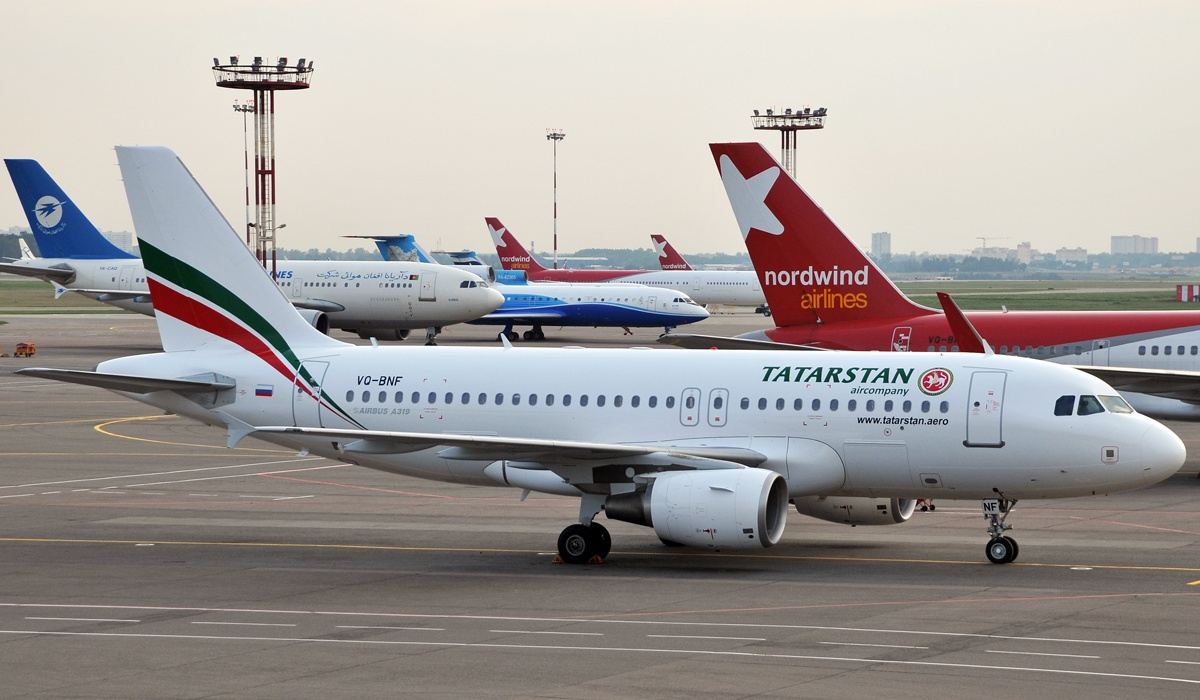
Airbus A319-112 in livrea dell'Avia-Tatarstan all'aeroporto di Mosca-SVO.

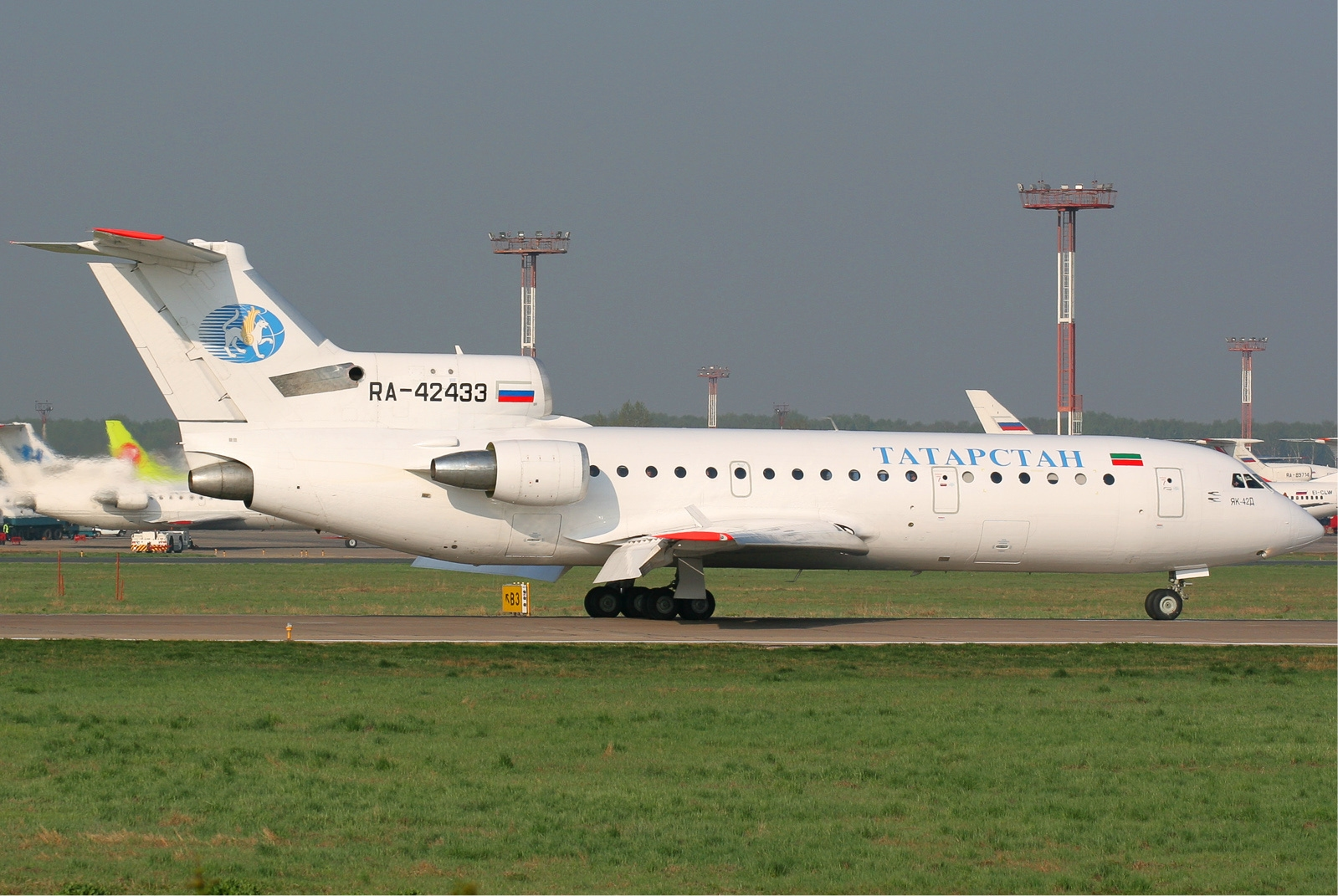
Yakovlev Yak-42 nella livrea storica e dell'Avia-Tatarstan.

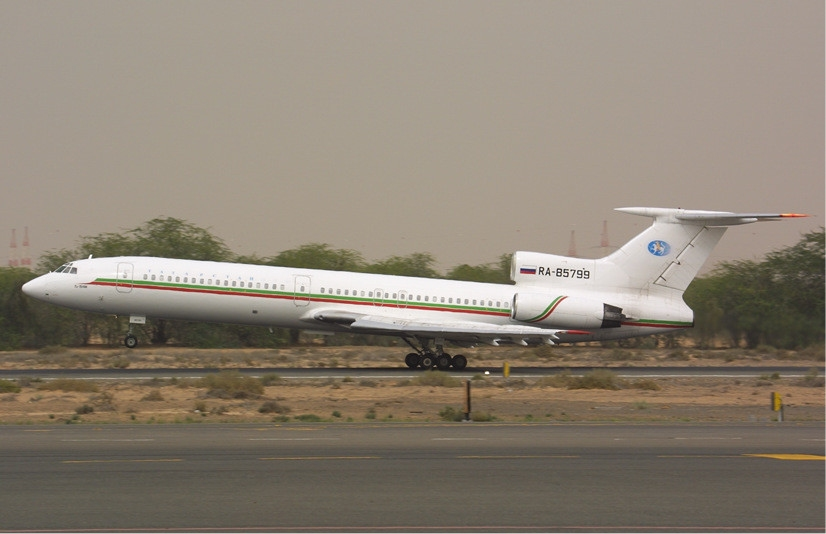
Tupolev Tu-154M nella livrea storica dell'Avia-Tatarstan.

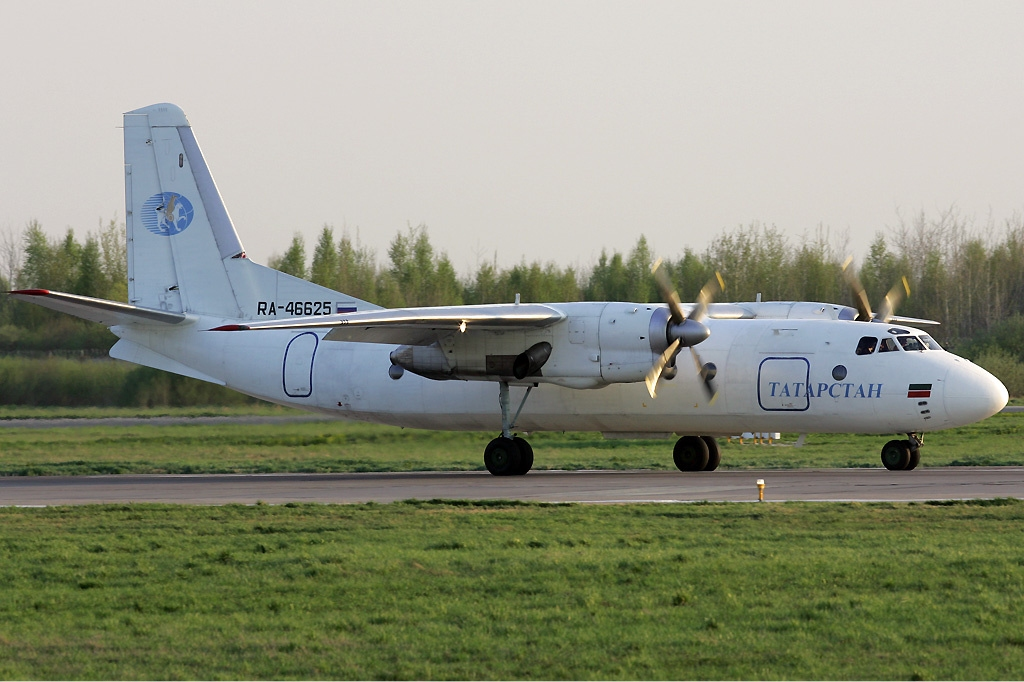
Antonov An-24 nella livrea storica dell'Avia-Tatarstan.

- Boeing 737-500 distrutto nel disastro del volo 363, novembre 2013
- Tupolev Tu-154M

Lungo raggio
- Ilyushin Il-86

## Incidenti
- Il 17 novembre 2013 un Boeing 737 partito da Mosca e diretto a Kazan e operante il volo U9 363 si schianta al suolo in fase di atterraggio: rimangono uccisi tutti i 50 presenti a bordo.
- Il 12 aprile 2007 un Yakovlev Yak-42 dell'Avia-Tatarstan effettua un atterraggio d'emergenza all'Aeroporto di Kazan', in Russia. L'incidente aereo è causato da problemi di funzionamento delle parti meccaniche delle ali. A bordo del velivolo si trovano 76 passeggeri e 7 membri d'equipaggio che non subiscono conseguenze.
- Il 1º ottobre 2006 all'Aeroporto di Samara-Kurumoč effettua un atterraggio d'emergenza un Tupolev Tu-154M dell'Avia-Tatarstan che effettuava il volo charter Samara, Russia - Hurgada, Egitto con 149 passeggeri al bordo. L'aereo è partito per l'Egitto alle 11:15, dopo pochi minuti dalla partenza l'equipaggio ha deciso di ritornarsi all'aeroporto di Samara. Il 2 ottobre 2006 alle 04:31 i passeggeri sono partiti per Egitto con un altro velivolo della compagnia aerea. La Commissione Governativa ha comunicato che nel cherosene dell'aereo sono stati individuati i pezzi estranei che hanno provocato l'irregolarità di uno dei propulsori ed è stata presa la decisione di rientrare all'aeroporto di partenza.
- Nel 2006 l'Avia-Tatarstan ha ritardato le partenze dei voli della compagnia aerea russa di Tyumen l'UTair da Kazan per Mosca. Il volo dell'Avia-Tatarstan partiva alle 07:25 per Mosca-Domodedovo, il volo dell'UTair doveva partire per Mosca-Vnukovo alle 07:55, ma partiva alle 08:35. Alla fine del conflitto l'UTair ha lasciato l'Aeroporto di Kazan'. Nel 2005 la stessa situazione con i voli per Mosca-Domodedovo l'Avia-Tatarstan ha avuto con la seconda compagnia aerea russa la S7 Airlines di Novosibirsk, in seguito anche la S7 era costretta ad abbandonare l'Aeroporto di Kazan'.
- Il 30 dicembre 2005 il volo charter operato con un Yakovlev Yak-42 che trasportava la squadra di hockey su ghiaccio ha effettuato un atterraggio d'emergenza a Kazan' a seguito di un malfunzionamento del sistema di comunicazione dell'aereo tataro.
- Il 28 agosto 2005 il volo 370 Kazan - Mosca-Domodedovo dell'Avia-Tatarstan operato con un Yakovlev Yak-42 con 65 passeggeri a bordo dopo 30 minuti di volo fu costretto a rientrare all'Aeroporto di Kazan in seguito d'arresto di uno dei motori. L'aereo russo ha effettuato un atterraggio d'emergenza, nessuno dei passeggeri (inclusi 6 giornalisti russi che rientravano a Mosca dopo le celebrazioni di 1000 anni di Kazan) ha subìto traumi. Alle 11:20 un Tupolev Tu-134 dell'Avia-Tatarstan è partito per Mosca con tutti i passeggeri del volo.
- Il 13 luglio 2010 il volo charter internazionale Ufa (Russia) - Adalia (Turchia) operato con un Boeing 737-300 ha effettuato un atterraggio d'emergenza all'aeroporto di Kazan' con 149 persone a bordo. Nessuno ha riportato danni. L'incidente è stato provocato da problemi con un carrello d'atterraggio del velivolo dopo il decollo dall'aeroporto di Ufa.[7]